# Port morski Darłowo
Port morski Darłowo – port morski położony na południowym wybrzeżu Morza Bałtyckiego zwanym Wybrzeżem Słowińskim. Port usytuowany w ujściu rzeki Wieprzy w Darłowie, w woj. zachodniopomorskim. 
Port jest zarówno portem handlowym, rybackim, jak i turystycznym. Rocznie przeładowuje się tu od kilku do kilkunastu tysięcy ton ładunków głównie masowych. Darłowo od kilku już lat posiada stałe, letnie połączenie turystyczne z duńskim Bornholmem realizowane przez statki Żeglugi Gdańskiej.

## Warunki nawigacyjne

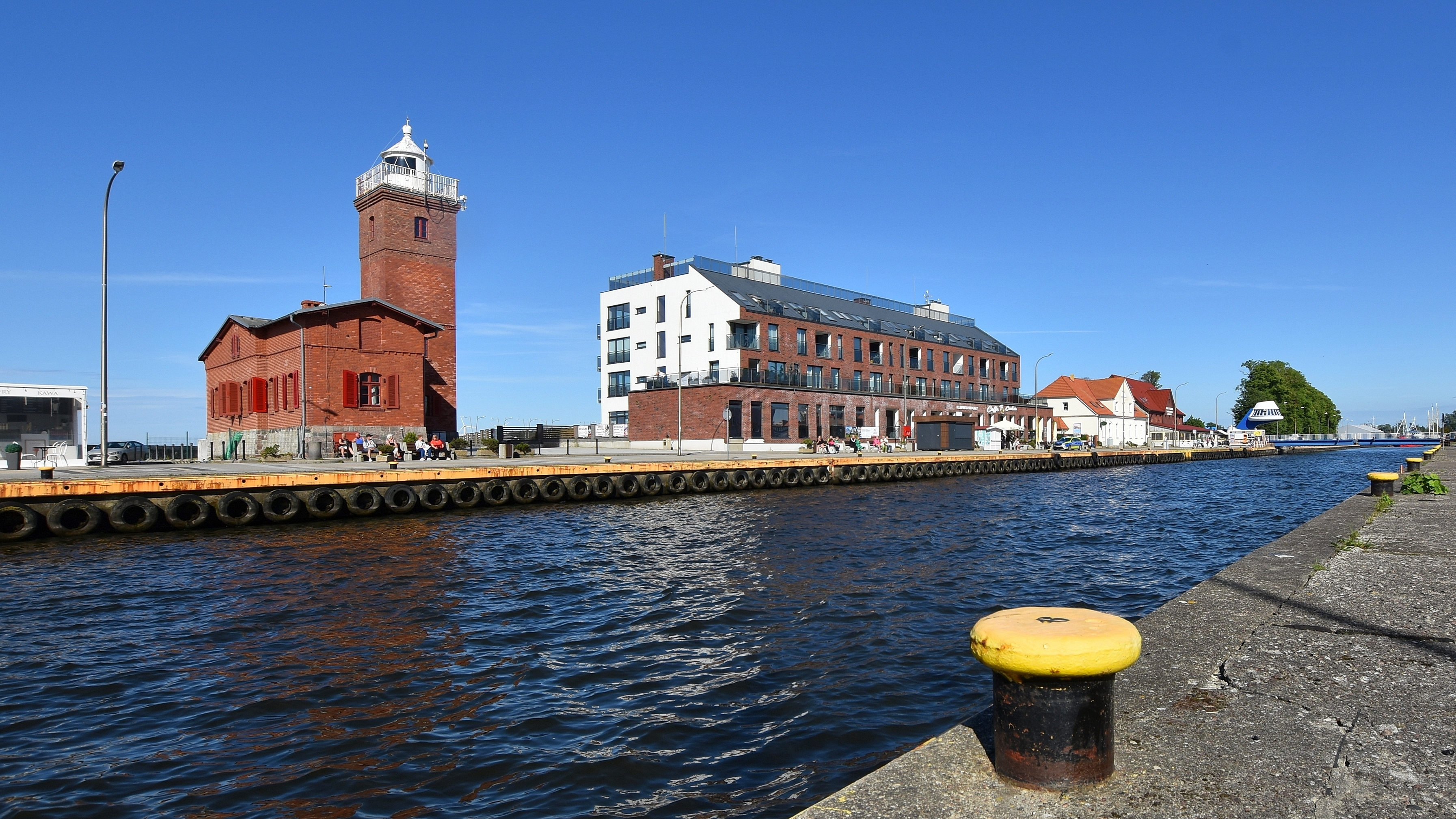
Latarnia morska

Do portu morskiego mogą zawijać jednostki do 75 m o zanurzeniu maksymalnym do 4 m. Za zezwoleniem Kapitana Portu Darłowo istnieje możliwość zawinięcia większych jednostek. Powyżej 40 m jednostki zobowiązane są skorzystać z usług pilotażowych.
Maksymalne parametry statku dla portu Darłowo długość 90 m, zanurzenie statku dla wody słodkiej przy średnim stanie wody w porcie 4,50 m; dopuszcza się zwiększone zanurzenie przy wyznaczonych nabrzeżach.
Wejście do portu osłonięte jest dwoma ponad 400-metrowymi falochronami. W główkach wejście ma 38 m szerokości i 7 m głębokości, natomiast kanał portowy ma głębokość 4–5 m (awanport 6 m) i 23 m szerokości.
Ruch statków pomiędzy dwiema częściami portu związany jest z mostem rozsuwanym, mieszczącym się na końcu pierwszej części portu (Darłówko). Most zwodzony czynny jest całą dobę i otwierany jest o każdej pełnej godzinie oraz na polecenie Kapitanatu Portu. Czas otwarcia mostu trwa aż do chwili przepuszczenia wszystkich jednostek oczekujących na przejście. 

## Infrastruktura
| Basen portowy                                                                                             | Powierzchnia [m²] |
| --- | ----------------- |
| Basen Awanportu                                                                                           | 75 500            |
| Basen Postojowy (Rybacki przy Stoczni)                                                                    | 14 011            |
| Basen Przeładunkowy (położony pomiędzy Nabrzeżami; Puckim, Gdańskim, Południowym, Gdyńskim, Szczecińskim) | 14 678            |
| Basen przy Nabrzeżu Wopowskim                                                                             | 1 109             |

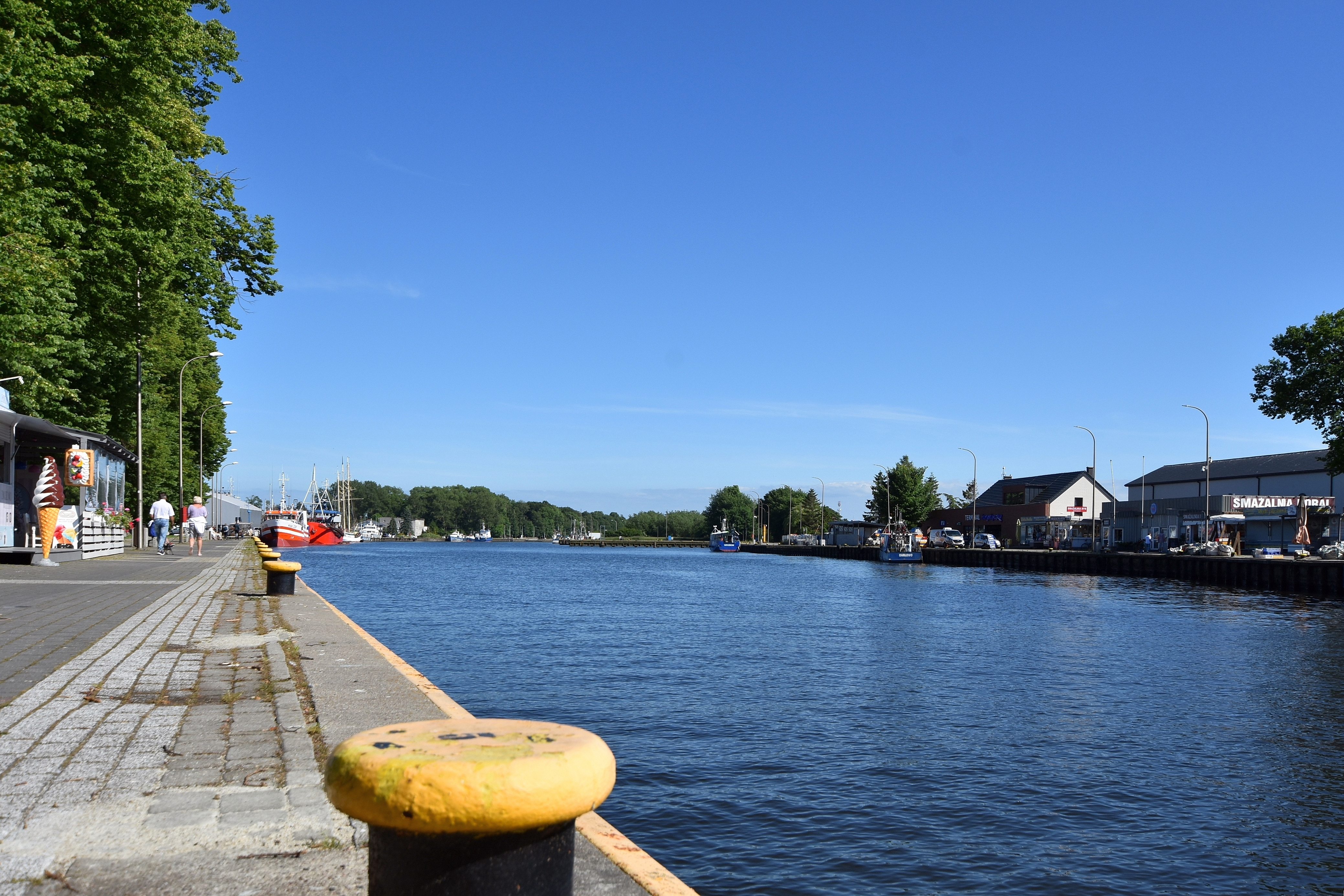
Port

Obecne granice portu zostały określone w 1998 roku. 
Kanał portowy ma powierzchnię 160 785,50 m² – od nasady Ostrogi Zachodniej do obrotnicy i dalej do granicy portu od strony południowej w nurcie rzeki Wieprzy.
Port Darłowo składa się z dwóch części:
1. Darłówko – pierwsza część zlokalizowana jest w bezpośredniej bliskości morza, z falochronami, wejściem do portu, awanportem, basenem rybackim oraz mostem;
2. Darłowo – druga część portu położona jest w odległości około 2,3 km od wejścia portowego w bezpośrednim sąsiedztwie miasta Darłowo z obrotnicą portową, Basenem przemysłowym, oraz korytem rzeki Wieprzy.

Wzdłuż brzegu rzeki Wieprza zbudowano umocnienie palowe (Nabrzeże Refulacyjne) o długości 1092 m.
| Nazwa nabrzeża  | Długość [m] | Głębokość [m] |
| --------------- | ----------- | ------------- |
| Pilotowe        | 189         | 5,5           |
| Usteckie        | 211         | b.danych      |
| Wopowskie       | 83          | b.danych      |
| Dorszowe I      | 240         | 5,5           |
| Wyposażeniowe   | 147         | b.danych      |
| Postojowe I     | 100         | 3,50          |
| Zachodnie I     | 79          | 3,50          |
| Dorszowe II     | 97          | 4,0           |
| Skarpowe        | 297         | b.danych      |
| Władysławowskie | 265         | b.danych      |
| Puckie          | 92          | b.danych      |
| Gdańskie        | 190         | b.danych      |
| Południowe      | 45          | b.danych      |
| Gdyńskie        | 194         | b.danych      |
| Szczecińskie    | 179         | b.danych      |
| Słupskie I i II | 128         | b.danych      |
| Koszalińskie    | 55          | b.danych      |
| Pomost rybacki  | 51          | b.danych      |
| Rybackie        | 141         | b.danych      |
| Warsztatowe     | 135         | 3,50          |
| Łebskie         | 129         | 3,50          |
| Kołobrzeskie    | 207         | 5,50          |

W porcie Darłowo nie ma nabrzeży o typowej konstrukcji płytowej, stosowanych w portach o większych głębokościach. Łączna długość wszystkich nabrzeży w porcie wraz z falochronami wynosi 5307 mb.
W granicach portu znajduje się następująca infrastruktura techniczna :
- reda portu o promieniu 1 NM, miejsce na postój i oczekiwanie statków na wejście do portu;
- tor podejściowy z morza do głowic falochronów, o kierunku 1160, długości 926 m, szerokości w dnie 60 m i głębokości 8 m;
- wejście do portu o szerokości 38 m i głębokości 7 m, utworzone przez dwa falochrony: wschodni o długości 436 mb, i zachodni o długości 484 mb;
- awanport, akwen o obszarze 4,7 ha i głębokości 6 m z możliwością obrotu statku o długości 120 m;
- tor wodny (od ujścia rzeki Wieprza do obrotnicy), łączna długość 2420 m, szerokość 23 m w osi toru wodnego i głębokość 5,5 m;
- obrotnica statków (rozgałęzienie kanału i wejścia do Basenu Przemysłowego), o średnicy obrotu statków 110 m, o powierzchni 9498,50 m²[4], z głębokościami 5,5 m[potrzebny przypis];
- kierownica statków o długości 143,5 m, dla nawigacyjnej poprawy wejścia statków do kanału portowego, oraz częściowego wytłumienia falowania w porcie;
- stałe znaki nawigacyjne wraz z systemem zasilania energetycznego;
- urządzenia lampowo-oświetleniowe wszystkich obiektów hydrotechnicznych w porcie;
- nabrzeża portowe.

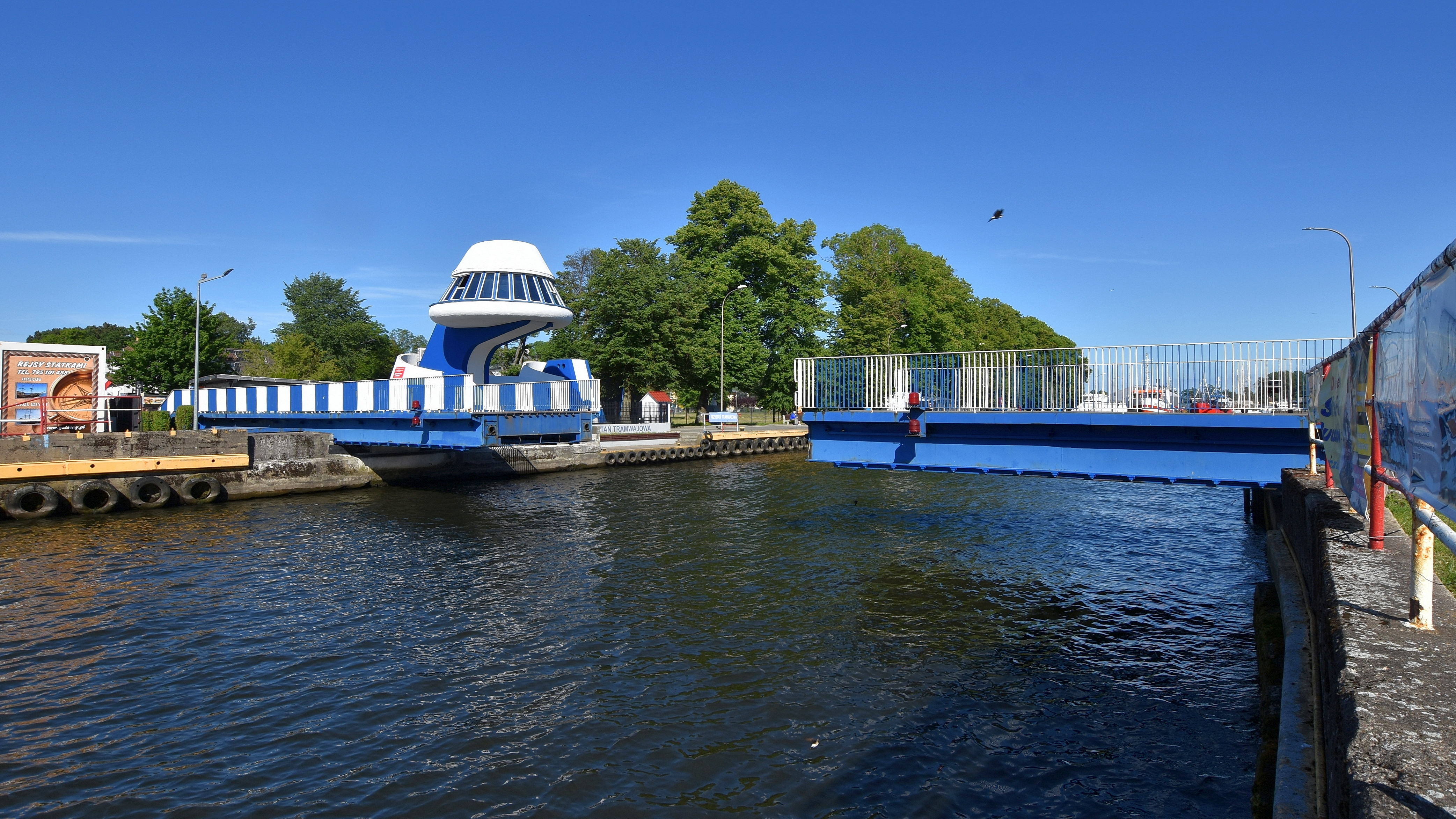
Most rozsuwany im. kapitana Witolda Huberta

Długość nabrzeży w eksploatacji: przeładunkowe 370 m, rybackie 686 m oraz remontowe 152 m. Większość nabrzeży ma konstrukcję oczepową, wyjątki stanowią: Nabrzeże Dorszowe I i II oraz pomost rybacki o konstrukcji nośnej typu palowego.
Falochrony portowe mają długości:
- wschodni 415 m – głowica 21,5 m,
- zachodni 464,6 m – głowica 20 m oraz ostroga zachodnia 60,1 m)

## Historia
Port morski został formalnie ustanowiony w 1965 roku.
W latach 1989–1993 przy porcie funkcjonował wolny obszar celny o 4 rejonach i łącznej powierzchni 47,9 ha.